# Hajnal Bibliakutatók Egyesülete
A Hajnal Bibliakutatók Egyesülete (angol: Dawn Bible Students Association) egy keresztény szervezet és mozgalom, valamint a Bibliakutató mozgalom egyik ága.

## Indulása
1928-ban Norman Woodworth a Watch Tower Bible and Tract Society of Pennsylvania társaság új rendelkezéseivel elégedetlen lévén, otthagyta a Frank and Ernest rádióműsor vezetését, melyet a bibliakutatók brooklyni gyülekezetén, a Watch Tower társulaton keresztül tartott fenn. Saját maga kezdte el finanszírozni és szerkeszteni a programot.
1932-ben létrehozta a Dawn Publishers társaságot, melynek központja a Watch Tower-től csak egy háztömbnyire volt, habár az 1940-es években a New Jerseybeli Rutherfordba költöztek; ekkor vették fel jelenlegi elnevezésüket is.
Céljuk az volt, hogy a Charles Taze Russell (továbbiakban CTS) által írt Studies in the Scriptures sorozatot újranyomtassák és terjesszék.
Ők gyűjtötték egybe a tanulmányozókat, miután Joseph Franklin Rutherford magához ragadta a hatalmat a Watch Towerben - sokak megbotránkozására.

## Tevékenységük
1928-ban a Társulat kiadta CTS munkáját, a rádióműsor is beindult, melynek kiegészítéseként a Bible Student's Radio Echo folyóiratot is publikálták (későbbi nevén The Dawn and Herald of Christ’s Presence, amely először kéthavonta, majd havonta jelent meg).
Új, a Watch Tower-től független gyülekezeteket hoztak létre és több nyelven kezdtek publikálni.
Amikor a vezetés új nézeteket kezdett bevezetni, sokan elhagyták a szervezetet. Idővel elfogadták az új irányzatot és ismét növekedésnek indultak, de addigra sok gyülekezet elhatárolódott a Dawn-tól.
1966-ban kiadták az Oh, the Blessedness füzetet, amelyben Russell szinte valamennyi tanítását visszautasították. Ez odáig mélyítette az ellentéteket, hogy különváltak azok, akik az új irányvonalában, valamint azok, akik CTR eredeti tanaiban hittek.

## Jelenük
Ma a Russell pásztor által írt munkákat adják ki, de publikációik között megtalálhatóak a nevesebb Biblia-kutatók füzetei is.
Rádió- és televízióműsoruk is van. CTR konzervatív nézetein ma már túlhaladtak, kifejezetten liberális nézeteik is teret nyertek. Mindezek ellenére elhatárolódnak Jehova Tanúitól, Russell követőinek vallják magukat. Rendszeresen olvassák és kutatják a Bibliát a CTR könyvsorozata útmutatásával.